# Goldorak : Le Festin des loups
Goldorak : Le Festin des loups est un jeu vidéo de beat them all développé par le studio nantais Endroad et édité par Microids, adapté de la série d'animation japonaise et du manga Goldorak (1975) de Gō Nagai. Il est sorti le 14 novembre 2023 sur Microsoft Windows, PlayStation 4, PlayStation 5, Xbox One et Xbox Series et le 10 octobre 2024 sur Nintendo Switch.

## Trame
Le prince Actarus s'est réfugié sur la planète Terre après la destruction de la planète Euphor par l'empire de Véga. Recueilli et adopté par le professeur Procyon, il vit au ranch du Bouleau Blanc. L'invasion de Véga sur Terre est désormais imminente… Actarus se prépare à défendre sa nouvelle planète en utilisant Goldorak, le robot géant caché au fin fond de l'observatoire du professeur. Avec l'aide d'Alcor, le prince d'Euphor va devoir repousser les attaques de Véga et vaincre ses terribles robots, appelés Golgoths, envoyés dans le but de le détruire.

## Développement
En février 2021, l'éditeur français Microids annonce le développement d'un jeu Goldorak avec l'aval de Dynamic Planning, la maison de production fondée en 1974 par Gō Nagai, l'auteur du manga éponyme. Julien Hubert et Nourdine Mohammed Saad sont les deux producteurs du jeu.
La direction artistique et créative sont assurées par Laurent Cluzel. Il est appuyé par l'illustrateur Philippe Dessoly, dessinateur officiel de la franchise de 2003 à 2008. Le jeu opte pour des graphismes 3D avec un rendu en toon-shading. La bande-son du jeu est constituée des musiques originales de l'anime Goldorak orchestrées par Shunsuke Kikuchi, mais qui sont recomposées par Marcin Przybyłowicz et Magda Urbańska. Le jeu est notamment doublé en anglais, arabe, français et italien.
En octobre 2021, Microids profite d'un évènement consacré à Goldorak au Grand Rex pour dévoiler les premières images du jeu et confirmé le développement de Goldorak : Le Festin des loups par le studio nantais Endroad avec une sortie courant 2023 sur ordinateur et consoles.
Le jeu est présenté au cours de la Japan Expo 2023.
La sortie initiale du jeu a lieu le 14 novembre 2023 sur Microsoft Windows, PlayStation 4, PlayStation 5, Xbox One et Xbox Series. Le jeu sort au Japon le 18 avril 2024 sur PlayStation 4 et PlayStation 5 avec un doublage japonais.